# 1816 Liberia
För andra betydelser, se Liberia (olika betydelser).
1816 Liberia eller 1936 BD är en asteroid i huvudbältet som upptäcktes den 29 januari 1936 av den sydafrikanske astronomen Cyril V. Jackson i Johannesburg. Den har fått sitt namn efter det afrikanska landet Liberia.
Asteroiden har en diameter på ungefär 9 kilometer och den tillhör asteroidgruppen Phocaea.